# Žíhání (chemie)
Žíhání je zahřívání látek na vzduchu (obyčejně v žíhacím kelímku) do červeného žáru. Žíhací teploty mohou dosahovat i 1100 °C. Žíháním se odpaří volná voda, poté dojde k odpaření krystalicky vázané vody z hydrátů a nakonec dojde k tepelnému rozkladu. Žíhání se provádí plamenem plynového kahanu nebo v elektrické peci.
Jedná se o postup z analytické chemie - gravimetrie (vážkové analýzy).
Obvykle se stanovuje:
- Pevný zbytek po žíhání
- Ztráta žíháním